# Mecistops
Mecistops – rodzaj zauropsyda z rodziny krokodylowatych (Crocodylidae).

## Zasięg występowania
Rodzaj obejmuje gatunki występujące w Afryce (Gambia, Gwinea, Sierra Leone, Liberia, Wybrzeże Kości Słoniowej, Ghana, Togo, Nigeria, Kamerun, Republika Środkowoafrykańska, Gwinea Równikowa, Gabon, Kongo, Demokratyczna Republika Konga, Burundi, Tanzania, Zambia i Angola).

## Systematyka

### Etymologia
Mecistops: gr. μηκιστος mēkistos „najdłuższy”, forma wyższa od μακρος makros „długi”; ωψ ōps, ωπος ōpos „wygląd, oblicze”.

### Podział systematyczny
Do rodzaju należą następujące gatunki: 
- Mecistops cataphractus Cuvier, 1825 – krokodyl wąskopyski
- Mecistops leptorhynchus (Bennett, 1835)